# Trăn anaconda đốm đen
Trăn anaconda đốm đen hay còn gọi là Trăn anaconda De Schauensee's có danh pháp khoa học Eunectes deschauenseei là một loài rắn trong họ Boidae. Loài này được Dunn & Conant mô tả khoa học đầu tiên năm 1936.
Loài này là loài đặc hữu của vùng Đông Bắc Nam Mỹ. Hiện không có phân loài nào được công nhận.

## Phân loại
Tên cụ thể, deschauenseei, là để vinh danh nhà nghiên cứu chim Rodolphe Meyer de Schauensee người Mỹ, đã tặng một mẫu vật cho Sở thú Philadelphia vào năm 1924. Địa phương điển hình được đưa ra là "có thể được thu thập trên đảo Marajo ở cửa sông Amazon". 

## Phân bố và môi trường sống
E. deschauenseei được tìm thấy ở Nam Mỹ, ở đông bắc Brazil (các bang Pará và Amapá) và Guiana thuộc Pháp. E. deschauenseei là một loài bán thủy sinh thường được tìm thấy trong vùng đầm lầy, ngập nước theo mùa ở độ cao dưới 300 m (980 ft). 

## Kích thước
Chiều dài chúng được đo vào khoảng 3,15- 4,6m và cân nặng là 30– 65 kg.